# 山本浩之 (1986年生の陸上選手)
山本 浩之（やまもと ひろゆき、1986年4月30日 - ）は、日本の元陸上競技選手、現指導者。専門は長距離走・マラソン。埼玉県出身。埼玉県立川口北高等学校、東洋大学卒業。コニカミノルタに所属していた。現在は東洋大学附属牛久高等学校陸上競技部監督。

## 人物
高校時代はサッカー部に所属し、サッカー部を引退した高校3年生の5月から本格的に走り始めた。これは箱根駅伝で活躍した選手の中では非常に遅い陸上競技デビューと言える。
大学時代には東洋大学陸上競技部の一員として駅伝などで活躍。最高学年4年生として迎えた第85回東京箱根間往復大学駅伝競走ではエース区間である2区を担当し、3区を走った同学年のエース大西智也（元旭化成）や、後に4年連続5区で区間賞を獲得することになるスーパールーキー柏原竜二（元富士通）らとともに東洋大学史上初の総合優勝を手繰り寄せた。
大学卒業後コニカミノルタに入社。実業団入り後は、怪我などの影響で調子が上がらないことも多く、2011年に全日本実業団駅伝に初出場した際には1区を走ったものの、区間30位と大きく出遅れてしまった。
それでもしっかりと地力を付けており、好調だった2014年度シーズンは 東日本実業団駅伝で5区を走り区間賞を獲得(23分22秒/7.8km)。この年に距離が変更された区間であったため区間記録保持者となった。つづく2015年元日の全日本実業団駅伝にも4年ぶりに出場し、最終区間7区を担当。2位でタスキを受け取ると、区間2位の走りで順位をキープし総合2位でゴールした。その後も好調を維持し、翌月の別府大分毎日マラソンでは自己ベストとなる2時間11分48秒の記録で3位入賞(日本人2位)、同年4月の兵庫リレーカーニバルでは10000mに出場し、自己ベストとなる28分22秒92の記録で5位入賞(日本人3位)を果たした。さらに同年11月の八王子ロングディスタンスで10000ｍ27分55秒40と初めて28分を切った。
2016年11月、ニューヨークシティマラソンに出場し2時間11分49秒をマーク。4位でゴールした。これは今井正人の6位を上回る日本人最高順位である。
2017年8月開催の、世界陸上ロンドン大会男子マラソン選考会だった同年2月の東京マラソン2017では、フルマラソンで自身初めてのサブテンとなる2時間9分12秒をマーク、井上大仁（MHPS）に次ぐ日本男子2着・総合10位でフィニッシュ。世界陸上・男子マラソンへ自身初の日本代表入りの可能性も有ったが、最後の3枠目で中本健太郎（安川電機）と比較の結果、惜しくも補欠選出となった。
2021年3月末に現役を引退し、4月8日付で東洋大学附属牛久高等学校陸上競技部監督に就任。